# Shi Pei Pu
Shi Pei Pu (Shangong, 21 de dezembro de 1938 - 30 de junho de 2009) foi um cantor de ópera e espião chinês.
Entrou para a história por ter participado de um dos mais estranhos casos da espionagem internacional, que serviu de inspiração para o show da Broadway, "Madame Butterfly" (1988), e para um filme de mesmo nome (de 1993).